# Clare McConnell
Clare McConnell, né le 21 juin 1996 à Calgary (Canada), est une actrice et  canadienne.

## Filmographie

### Cinéma
- 2017 : Dim the Fluorescents de Daniel Warth : June
- 2019 : Stealing School de Li Dong : Elisha Sinclair
- 2023 : Fingernails de Chrístos Níkou : Carrie

#### Courts métrages
- 2016 : This Is What It Sounds Like Falling Out Of Love With You de Jason Long : La femme
- 2017 : Sneaky de Matt Austin : Jess Silver
- 2021 : Cassandra de Bea Santos : Judith
- 2023 : Meet Cute de Niall Collins : Generica

### Télévision
- 2017 - 2018 : Star Trek: Discovery : Dennas (3 épisodes)
- 2018 : Wynonna Earp : Petra (saison 3, épisode 1)
- 2018 - présent : Les Enquêtes de Murdoch : Effie Newsome
- 2019 : Coroner : Erin Martin (3 épisodes)
- 2019 : American Gods : Eorann (saison 2, épisode 7)
- 2019 : Killjoys : Evi Robbel (3 épisodes)
- 2020 : Nurses : Dr. Camilla Rossi (3 épisodes)
- 2021 : Hudson et Rex : Laura Benante (saison 3, épisode 13)
- 2022 : Avocado Toast : Omnira (6 épisodes)
- 2023 : Slasher : Regina Simcoe (8 épisodes)

### Jeux vidéo
- 2015 : Tom Clancy's Rainbow Six Siege : Iana
- 2021 : The Dark Pictures Anthology: House of Ashes : Clarice

## Voix françaises
- Kahina Tagherset dans Les Enquêtes de Murdoch et Hudson et Rex
- Diane Dassigny dans Killjoys
- Soizic Fonjallaz dans Fingernails

## Distinctions

### Nominations
- 2022 : Rio WebFest : Meilleure distribution (comédie) pour Avocado Toast
- 2023 : Prix Écrans canadiens : Meilleure performance dans un second rôle, web programme ou série pour Avocado Toast